# 3082 Dzhalil
3082 Dzhalil eller 1972 KE är en asteroid i huvudbältet som upptäcktes den 17 maj 1972 av den ryska astronomen Tamara Smirnova vid Krims astrofysiska observatorium på Krim. Den har fått sitt namn efter den tatariske poeten Musa Cälil (1906–1944).
Asteroiden har en diameter på ungefär sjutton kilometer.